# غار شماره۲ روستای کشمش
غار شماره۲ روستای کشمش در شهرستان املش، بخش رانکوه، روستای کشمش واقع شده و این اثر در تاریخ ۱ مهر ۱۳۸۲ با شمارهٔ ثبت ۱۰۴۴۱ به‌عنوان یکی از آثار ملی ایران به ثبت رسیده است.